# Zvonimir
Zvonimir ist ein kroatischer männlicher Vorname.

## Varianten
Eine Variante des Vornamens ist Zvonko. Seine weibliche Form ist Zvonimira. Im mazedonischen existiert die Variante Dzvonimir.

## Bekannte Namensträger
- Zvonimir von Kroatien († 1089),  König von Kroatien
- Zvonimir Ankovic (* 1972), deutsch-kroatischer Schauspieler
- Zvonimir Bilić (* 1971), kroatischer Handballtrainer und -spieler
- Zvonimir Boban (* 1968), jugoslawischer und kroatischer Fußballspieler
- Zvonimir Červenko (1926–2001), kroatischer General
- Zvonimir Črnko (1936–2008), kroatischer Schauspieler
- Zvonimir Đurkinjak (* 1988), kroatischer Badmintonspieler
- Zvonimir Hölbling (* 1989), kroatischer Badmintonspieler
- Zvonimir Janko (1932–2022), kroatischer Mathematiker
- Zvonimir Paradzik (* 1977), deutscher Basketballspieler
- Zvonimir Pokupec (* 1982), kroatischer Straßenradrennfahrer
- Zvonimir Serdarušić (* 1950), kroatisch-deutscher Handballtrainer und -spieler
- Zvonimir Soldo (* 1967), kroatischer Fußballtrainer und -spieler
- Zvonimir Tadejević (* 1990), kroatischer Biathlet
- Zvonimir Vujin (1943–2019), jugoslawischer Amateurboxer
- Zvonimir Vukić (* 1979), serbischer Fußballspieler